# مسار السلط التراثي

مسار السلط التراثي.

مسار السلط التراثي أو المسار السياحي هو ممر للمشاة، يقع في البلدة القديمة لمدينة السلط في الأردن، ليربط بين أهم المعالم المعمارية والتاريخية للمدينة.  قامت وزارة السياحة الأردنية وبلدية السلط باستحداثه وترميم مبانيه عام 2010، حيث  تم استغلال الأجواء التراثية في المنطقة في خطوة لإعادة إحياء التراث القديم المدينة. ويُعتبر هذا المشروع هو الأول من نوعه ضمن مشاريع السياحة في الأردن.

## معالم المسار

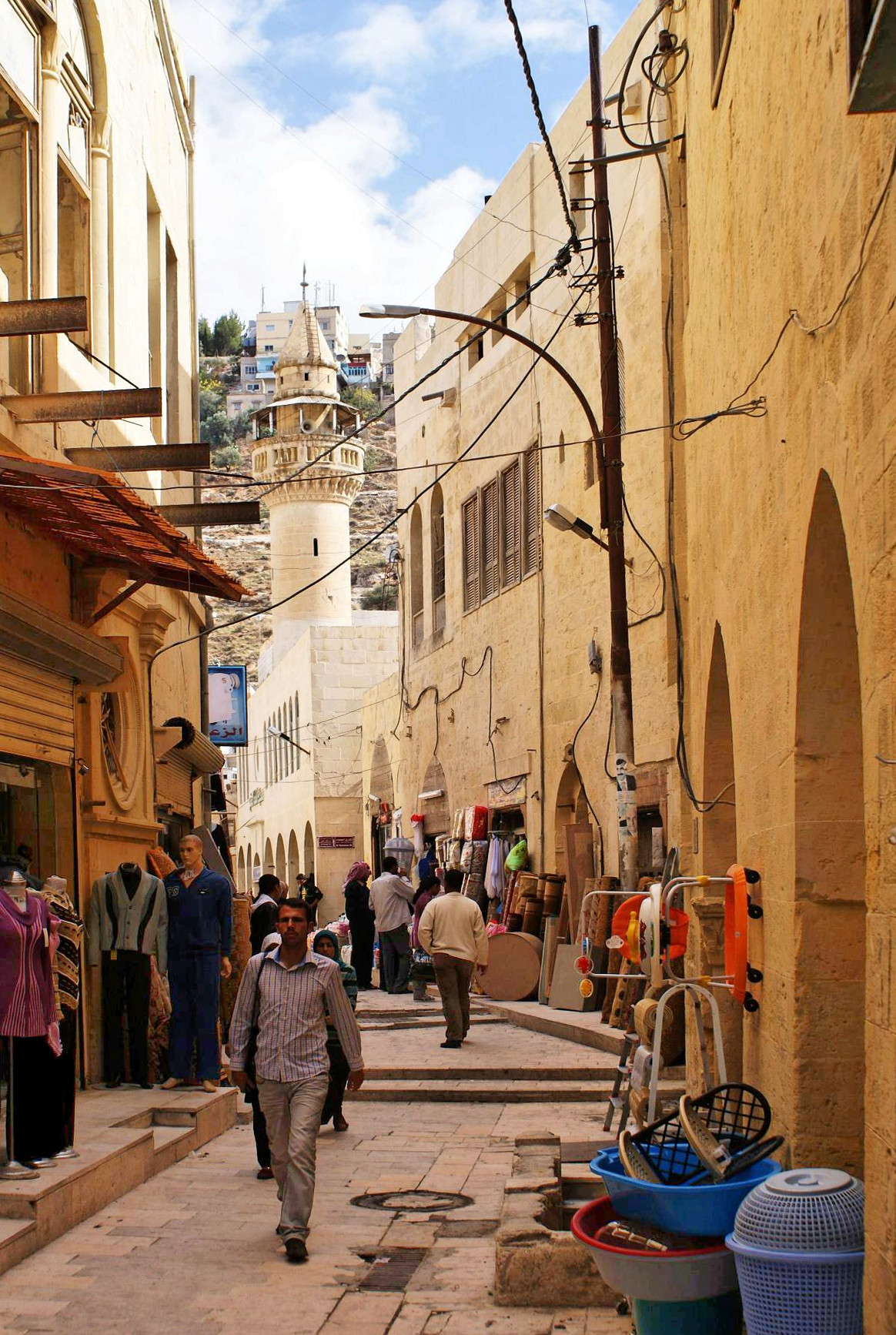
شارع الحمّام، جزء من مسار السلط التراثي.

يبدأ المسار من نقطة تجمع السياح في منطقة الكراج السياحي ومن ثم ينتقل إلى وسط شارع الحمّام، كما تضمن  تنفيذ ترميم واجهات أبنية تراثية يزيد عمرها عن 150 سنة، وهي ملكيات خاصة. ومن أهم معالم هذا المسار التراثي:
- شارع الحمّام
- مسجد السلط الكبير
- مسجد السلط الصغير
- كنيسة الخضر
- كنيسة اللاتين
- متحف السلط التاريخي (بيت أبو جابر)
- متحف آثار السلط
- بيت الساكت، السلط
- قلعة السلط

## وصلات خارجية
- مسار السلط التراثي - كنيسة الخضر - قناة رؤيا
- مسار السلط التراثي - برنامج تطوير السياحة الأردنية.